# Dżalib asz-Szujuch
Dżalib asz-Szujuch (arab. جليب الشيوخ) – miasto w Kuwejcie; w zespole miejskim Kuwejtu; 210, 8 tys. mieszkańców (2013). Największe miasto kraju. Funkcje mieszkaniowe i usługowe dla pracowników cudzoziemskich, głównie z krajów arabskich, zatrudnionych w Kuwejcie.